# Класифікація фітоценозів індуктивна
Класифікація фітоценозів індуктивна — класифікація, яка будується шляхом об'єднання подібних об'єктів «знизу» (від часткового до загального). Типовий приклад індуктивної техніки — кластерний аналіз (див. також метод дендрита, метод дендрограми, метод П. В. Терентьєва, метод Т. Фрея, методи класифікації з пошуком моди).